# Convoi PQ 9/10
Les convois PQ 9 et PQ 10 sont le nom de code de deux convois alliés durant la Seconde Guerre mondiale. Les Alliés cherchaient à ravitailler l'URSS qui combattait leur ennemi commun, le Troisième Reich. Les convois de l'Arctique, organisés de 1941 à 1945, avaient pour destination le port d'Arkhangelsk, l'été, et Mourmansk, l'hiver, via l'Islande et l'océan Arctique, effectuant un voyage périlleux dans des eaux parmi les plus hostiles du monde.
Ils partent le même jour de Reykjavik en Islande le 1er février 1942 et arrivent à Mourmansk en URSS le 10 février 1942.

## Composition du convoi
Ce convoi est constitué de dix cargos (9 + 1), :
- Royaume-Uni : 3 cargos (Atlantic, Empire Selwyn et Trevorian)
- Norvège : 1 cargo (Noreg)
- Panama : 1 cargo (El lago)
- États-Unis : 1 cargo (West Nohno)
- Union soviétique : 4 cargos (Friedrich Engles, Ljora, Revolutsioner et Tbilisi)

### Convoi PQ 9
| Nom                     | Nationalité      | Tonnage (GRT) | Notes |
| ----------------------- | ---------------- | ------------- | ----- |
| Atlantic (1939)         | Union Soviétique | 5 414         |       |
| El Lago (1920)          | Panama           | 4 221         |       |
| Empire Selwyn (1941)    | Royaume-Uni      | 7 167         |       |
| Friedrich Engels (1930) | Union soviétique | 3 972         |       |
| Ijora (1921)            | Union soviétique | 2 815         |       |
| Noreg (1931)            | Norvège          | 7 605         |       |
| Revolutsioner (1936)    | Union soviétique | 2 900         |       |
| Tbilisi (1912)          | Union soviétique | 7 169         |       |
| West Nohno (1919)       | United States    | 5 769         |       |

### Convoi PQ 10
| Nom              | Nationalité | Tonnage (GRT) | Notes                                                                            |
| ---------------- | ----------- | ------------- | -------------------------------------------------------------------------------- |
| Trevorian (1920) | Royaume-Uni | 4 599         | Départ de Loch Ewe le 26 janvier 1942 et arrivée à Reykjavik le 31 janvier 1942. |

## L'escorte
L'escorte varie au cours de la traversée. Une escorte principale reste tout au long du voyage.
Ce convoi est escorté au départ par :
- deux baleiniers armés norvégiens : Hav et Shika
- cinq chalutiers armés

| Nom                    | Nationalité | Type              | Notes                      |
| ---------------------- | ----------- | ----------------- | -------------------------- |
| 5 chalutiers           | Royal Navy  | Chalutiers armés  | Escorte du 1 Fév - 5 Fév   |
| HMS Britomart (J22)    | Royal Navy  | Dragueur de mines | Escorte du 7 Fév - 10 Fév  |
| HMS Faulknor (H62)     | Royal Navy  | Destroyer         | Escorte du 5 Fév - 10 Fév  |
| HMS Hav (FY175)        | Royal Navy  | Baleinier armée   | Escorte du 10 Fév - 10 Fév |
| HMS Intrepid (D10)     | Royal Navy  | Destroyer         | Escorte du 7 Fév - 10 Fév  |
| HMS Nigeria (60)       | Royal Navy  | Croiseur léger    | Escorte du 5 Fév - 8 Fév   |
| HMS Sharpshooter (J68) | Royal Navy  | Dragueur de mines | Escorte du 5 Fév - 8 Fév   |
| HMS Shika (FY1664)     | Royal Navy  | Baleinier armé    | Escorte du 10 Fév - 10 Fév |

## Le voyage
Le convoi PQ 9 quitte l'Écosse à la mi-janvier pour l'Islande, où il est rejoint par des navires venus des États-Unis. Le convoi PQ 10 doit suivre, mais des retards et des échecs ont fait qu'un seul navire, le Trevorian, prend la mer sans escorte pour Reykjavik, le 26 janvier 1942.
Entre-temps, le départ du convoi PQ 9, le 17 janvier, est retardé après que l'Amirauté a reçu des rapports concernant une sortie du cuirassé allemand Tirpitz. Il est décidé que le Trevorian rejoindrait les navires du convoi PQ 9, plutôt que d'attendre la reconstitution du convoi PQ 10.
Le convoi combiné de dix navires quitte Reykjavik le 1er février.
Les cinq chalutiers restent jusqu'au 5 février. Ils sont relayés par le croiseur HMS Nigeria et les destroyers HMS Faulknor et HMS Intrepid rejoignent le convoi. Le 7 février, deux chasseurs de mines arrivent en renfort (HMS Britomart et HMS Sharpshooter).
Le 8 février, le croiseur HMS Nigeria quitte le convoi.
Le convoi n'a pas été détecté par les avions ou les U-boote allemands dans l'obscurité continue de la nuit polaire, et est arrivé à Mourmansk le 10 février en toute sécurité.

### Sources
- (en) Cet article est partiellement ou en totalité issu de l’article de Wikipédia en anglais intitulé « Convoy PQ 9/10 » (voir la liste des auteurs).